# Bozova (district)
Bozova is een Turks district in de provincie Şanlıurfa en telt 5.815 inwoners (2007). Het district heeft een oppervlakte van 1619,5 km².
De bevolkingsontwikkeling van het district is weergegeven in onderstaande tabel.
| 1997   | 2000   | 2007  |
| ------ | ------ | ----- |
| 71.765 | 65.842 | 5.815 |